# Úbeda
Úbeda – miasto w południowej Hiszpanii w regionie Andaluzja, prowincji Jaén.

## Historia miasta
Pierwsza faza rozwoju Úbedy łączy się z panowaniem arabskim (Ubdalat al-Arab – ówczesna nazwa miejscowości), kiedy to rozwijała się tutaj produkcja ceramiczna i tkacka. Miasto zostało zdobyte przez Ferdynanda III Świętego w 1234 roku. Złoty wiek Úbedy przypada na dobę renesansu, głównie dzięki opiece Francisco de los Cobos y Molina (sekretarz stanu Karola V) nad działalnością Andrésa de Vandelvira. W 2003 roku Úbeda wraz z Baezą zostały wpisane na listę światowego dziedzictwa kulturowego i przyrodniczego UNESCO.

## Najważniejsze zabytki

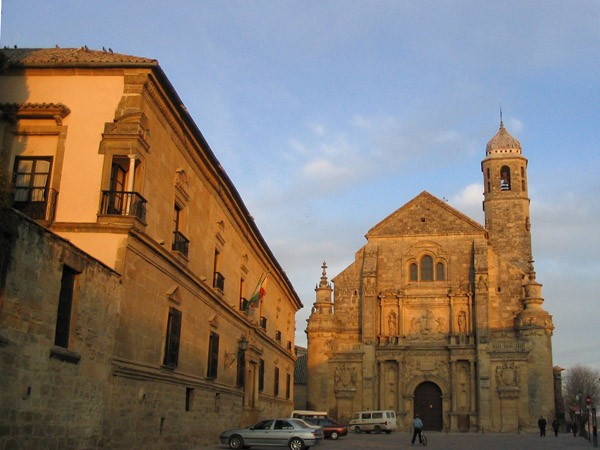
Sacra Capilla del Salvador

- kościół Sacra Capilla del Salvador (1536-1556), zbudowany według planów Diego de Siloé przez Andrésa de Vandelvira i Alfonso Ruiza. Wyróżnia się fasada w stylu plateresco, zdobiona reliefami, oraz bogato wyposażona, renesansowa zakrystia;
- XIII wieczny kościół Santa Maria de los Reales Alcázares wzniesiony w miejscu meczetu. Wewnątrz gotyckie krużganki i krzyżowo-żebrowe sklepienie oraz romański portal;
- kościół Iglesia de San Pablo z XVI wieczna kaplicą Vandelviry, wieżą w stylu plateresco z 1537 roku oraz absydą z XIII wieku;
- Palacio de las Cadenas, zbudowany dla Juana Vázqueza de Moliny przez Andrésa de Vandelvira (połowa XVI wieku). Nazwa pałacu wzięła się od żelaznych łańcuchów (hiszp.: cadenas) kiedyś przymocowanych do kolumn przy głównym wejściu. Do roku 1566 mieścił się tu klasztor dominikanów, a od 1873 roku spełnia rolę ratusza miejskiego;
- XVI-wieczny Palacio de los Cobos;
- Hospital de los Honrados Viejos;
- Muzeum Archeologiczne (Museo Arqueológico), mieszczące się w XV-wiecznym Casa Mudéjar. Na ekspozycje składają się zabytki od neolitu do okresu panowania Maurów.

## Osobistości
- Antonio Muñoz Molina – pisarz
- Zmarł tutaj św. Jan od Krzyża

## Miasta partnerskie
- Lège-Cap-Ferret
- Chiclana de la Frontera
- Baeza